# Noruega en los Juegos Olímpicos de Lake Placid 1932
Noruega estuvo representada en los Juegos Olímpicos de Lake Placid 1932 por un total de 19 deportistas que compitieron en 5 deportes.  
El portador de la bandera en la ceremonia de apertura fue el esquiador de combinada nórdica Johan Grøttumsbråten.

## Medallistas
El equipo olímpico noruego obtuvo las siguientes medallas:
| Nombre               | Deporte               | Competición        |
| -------------------- | --------------------- | ------------------ |
| Oro                  |                       |                    |
| Johan Grøttumsbråten | Combinada nórdica     | Individual M       |
| Sonja Henie          | Patinaje artístico    | Individual F       |
| Birger Ruud          | Saltos en esquí       | Trampolín normal M |
| Plata                |                       |                    |
| Ole Stenen           | Combinada nórdica     | Individual M       |
| Bernt Evensen        | Patinaje de velocidad | 500 m M            |
| Ivar Ballangrud      | Patinaje de velocidad | 10 000 m M         |
| Hans Beck            | Saltos en esquí       | Trampolín normal M |
| Bronce               |                       |                    |
| Hans Vinjarengen     | Combinada nórdica     | Individual M       |
| Arne Rustadstuen     | Esquí de fondo        | 50 km M            |
| Kaare Walberg        | Saltos en esquí       | Trampolín normal M |